# Annette Wilke
Annette Wilke (* 3. Mai 1953 in Heidelberg) ist eine deutsch-schweizerische Professorin. Sie besitzt seit 1975 die Schweizer Staatsbürgerschaft.

## Leben
Von 1973 bis 1979 arbeitete sie als Sortimentsbuchhändlerin in St. Gallen und Zürich. Im Anschluss absolvierte Wilke ein Studium an der School of Vedanta and Sanskrit, Sandeepany West in Piercy in Kalifornien von 1979 bis 1982.
Nach ihrem Studium begann sie wieder als Sortimentsbuchhändlerin in Zürich zu arbeiten, bevor sie dann 1985 Lehrbeauftragte an der Evangelischen Studiengemeinschaft der Zürcher Hochschulen unter H.-J. Braun wurde. Gleichzeitig begann Wilke 1986 das Studium der Religionswissenschaft und Philosophie sowie Indologie an der Universität Fribourg, welches sie 1991 abschloss. Im Folgenden studierte sie für zwei Jahre an der Banares-Hindu-University und arbeitete anschließend als Hilfsassistentin am Koordinationslehrstuhl Islamwissenschaft der Universität Fribourg. Nach mehreren Lehraufträgen an verschiedenen Universitäten, ist sie seit 1998 als Professorin und Leiterin des Seminars für Allgemeine Religionswissenschaft an der Westfälischen Wilhelms-Universität zu Münster tätig. Annette Wilke etablierte den Studiengang an der WWU mit dem Magister-Abschluss, welcher innerhalb der katholisch-theologischen Fakultät zu finden ist und mittlerweile nach dem Bachelor-Master-Modell studiert wird.

## Forschung
Forschungsschwerpunkte bilden, neben dem Sanskrit-Hinduismus, die systematische und vergleichende Religionswissenschaft, Musliminnen in Deutschland, der interkulturelle Dialog und das Parasurama-Kalapasutra.

## Veröffentlichungen
Neben Monographien veröffentlichte Wilke auch mehrfach Aufsätze für religionswissenschaftliche Lexika und Fachzeitschriften.
- Ihr aktuelles Buch Sound and Communication. An Aesthetic Cultural History of Sanskrit Hinduism erschien 2011 im Verlag De Gruyter, Berlin/New York City, ISBN 978-3-11-018159-3.